# Ralph McCreath
Ralph McCreath, né le 27 avril 1919 et mort le 2 mai 1997, est un patineur artistique canadien qui participe principalement aux compétitions individuelles et des couples artistiques dans les années 1930 et 1940. Il est triple champion du Canada en 1940, 1941 et 1946 ; et sextuple champion du Canada en couple artistique de 1936 à 1941.

## Biographie

### Carrière sportive
Ralph McCreath commence à patiner pour le Toronto Skating Club en 1933. En individuel, il est champion national canadien en 1940, 1941 et 1946 et champion nord-américain en 1941. En couple, il remporte six titres nationaux et deux titres nord-américains avec trois partenaires différentes.
Il arrête le patinage artistique pendant la Seconde Guerre mondiale. Entre 1941 et 1945, il sert dans le 48th Highlanders of Canada et le Royal Canadian Ordnance Corps
Il revient aux compétitions de patinage artistique en 1946 pour remporter le titre national individuel

### Reconversion
Après sa carrière compétitive, il devient juge, membre de l'équipe nationale et membre de Patinage Canada.
Il est intronisé au Temple de la renommée du patinage artistique canadien dans la catégorie athlète en 1994.
Il meurt le 2 mai 1997 à l'âge de 78 ans.

## Palmarès
En couple artistique, avec trois partenaires :
- Veronica Clarke (3 saisons : 1936 – 1937 – 1938)
- Norah McCarthy (2 saisons : 1939 – 1940)
- Eleanor O'Meara (1 saison : 1941)

| Compétitions en individuel                                                 | 1936 | 1937 | 1938 | 1939 | 1940 | 1941 | 1942 | 1943 | 1944 | 1945 | 1946 |  |  |  |  |  |
| Jeux olympiques d'hiver                                                    |      |      |      |      | JA   |      |      |      | JA   |      |      |  |  |  |  |  |
| Championnats du monde                                                      |      |      |      |      | CA   | CA   | CA   | CA   | CA   | CA   | CA   |  |  |  |  |  |
| Championnats d'Amérique du Nord                                            |      | 3e   |      | 3e   |      | 1er  |      | CA   |      | CA   |      |  |  |  |  |  |
| Championnats du Canada                                                     |      | 3e   | 2e   | 2e   | 1er  | 1er  |      | CA   | CA   |      | 1er  |  |  |  |  |  |
|                                                                            |      |      |      |      |      |      |      |      |      |      |      |  |  |  |  |  |
| Compétitions en couple                                                     | 1936 | 1937 | 1938 | 1939 | 1940 | 1941 | 1942 | 1943 | 1944 | 1945 | 1946 |  |  |  |  |  |
| Jeux olympiques d'hiver                                                    |      |      |      |      | JA   |      |      |      | JA   |      |      |  |  |  |  |  |
| Championnats du monde                                                      |      |      |      |      | CA   | CA   | CA   | CA   | CA   | CA   | CA   |  |  |  |  |  |
| Championnats d'Amérique du Nord                                            |      | 1er  |      | 2e   |      | 1er  |      | CA   |      | CA   |      |  |  |  |  |  |
| Championnats du Canada                                                     | 1er  | 1er  | 1er  | 1er  | 1er  | 1er  |      | CA   | CA   |      |      |  |  |  |  |  |
| Légende : JA = Jeux olympiques d'hiver annulés ; CA = Championnats annulés |      |      |      |      |      |      |      |      |      |      |      |  |  |  |  |  |